# Geneviève Fioraso

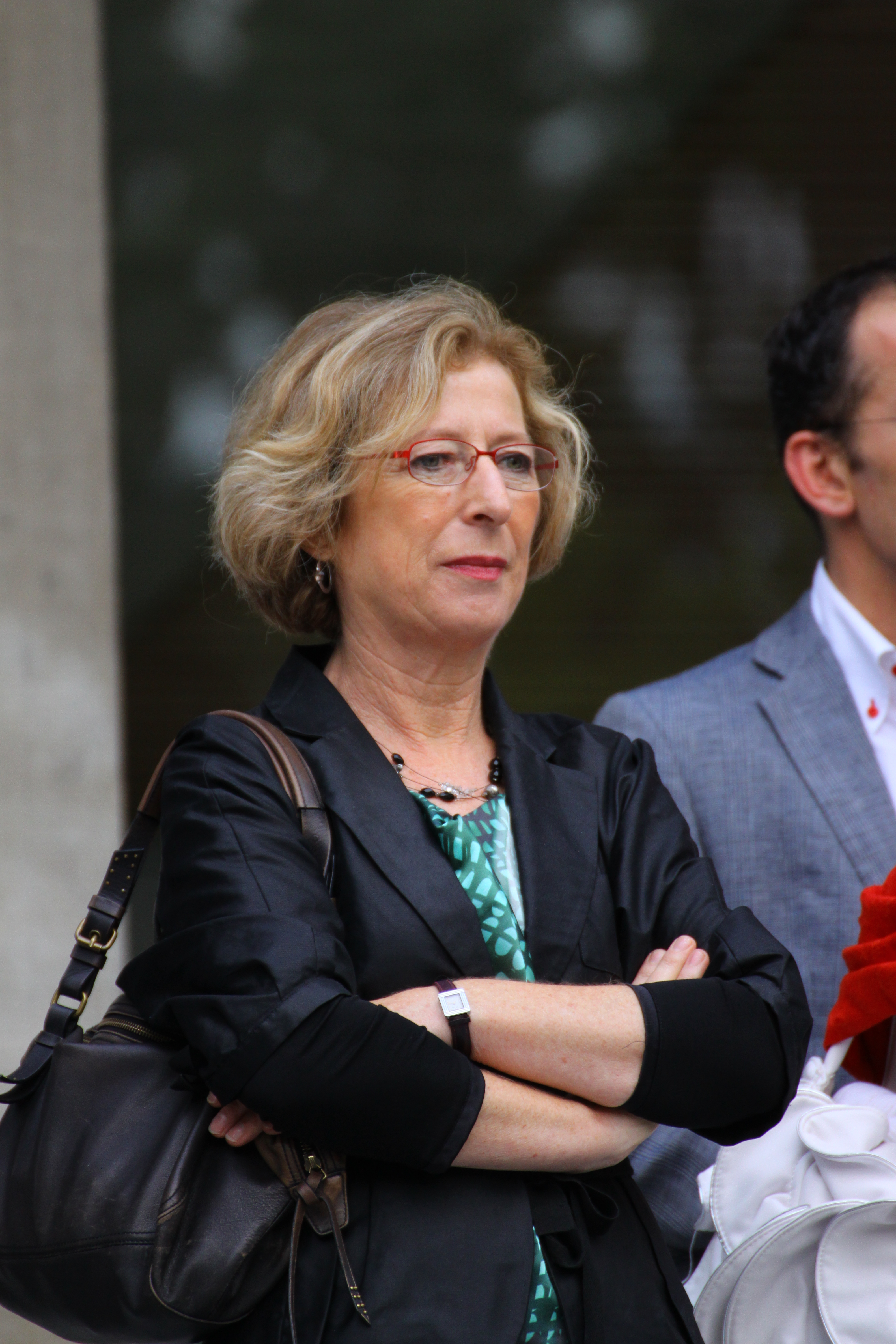
Geneviève Fioraso (2011)

Geneviève Fioraso (* 10. Oktober 1954 in Amiens, Département Somme) ist eine französische Politikerin der Parti Socialiste (PS) und war von Mai 2012 bis März 2015 Ministerin bzw. Staatssekretärin für Hochschulbildung und Forschung in den Kabinetten Ayrault I, Ayrault II, Valls I und Valls II.

## Leben

### Studium, Managerin und Kommunalpolitikerin
Nach dem Schulbesuch absolvierte Geneviève Fioraso ein Studium der Anglistik und schloss dieses Studium mit dem akademischen Grad einer Maîtrise ab. Im Anschluss wurde sie 1975 Lehrerin für Englisch und Wirtschaft, ehe sie 1979 den Schuldienst verließ, um Pressereferentin des Bürgermeisters von Grenoble, Hubert Dubedout, zu werden. 1987 war sie Mitgründerin von Agiremploi, ein Verein zur Unterstützung von Jugendlichen, dessen Verwalterin sie anschließend war. Danach war sie zwischen 1989 und 1995 Mitglied des Direktoriums von Corys, einem mit Existenzgründungmitteln des Commissariat à l’énergie atomique et aux énergies alternatives (CEA) gegründeten Technologieunternehmen.
1995 beendete sie diese Tätigkeit in der Privatwirtschaft und wurde stattdessen Kabinettsdirektorin von Michel Destot, der kurz zuvor zum Bürgermeister von Grenoble gewählt worden war. Danach war sie von 1999 bis 2001 Direktorin der Agence régionale du numérique, einer öffentlichen Einrichtung für Aufbau und Verwaltung eines Netzwerks der Städte der Region Rhône-Alpes. Nach Beendigung dieser Aufgabe war sie Mitarbeiterin der France Télécom und dort zuständig für Gesundheit und Soziales in Bereichen der Wachstumsmärkte.
Während dieser Zeit begann Geneviève Fioraso ihre politische Laufbahn in der Kommunalpolitik und war zwischen März 2001 und März 2008 Vize-Bürgermeisterin und Mitglied des Stadtrates von Grenoble sowie zugleich Vizepräsidentin für Wirtschaft, Innovation, Handel und Handwerk und Mitglied des Gemeindeverbandes der Agglomeration Grenoble-Alpes Métropole (Communauté d’agglomération Grenoble Alpes Métropole). Außerdem wurde sie 2003 Präsident des Unternehmensführungsinstituts Institut d'administration des entreprises (IAE) in Grenoble sowie Président-directeur général von Minatec Entreprises, die als Tochtergesellschaft die Vermarktung des Technologieunternehmens Minatec durchführt.

### Abgeordnete und Ministerin
Am 17. Juni 2007 wurde sie als Kandidatin der PS für den Wahlkreis Isère I zur Abgeordneten der Nationalversammlung gewählt und 2012 wiedergewählt. Seit Mai 2012 ruht ihr Parlamentsmandat aufgrund ihrer Mitgliedschaft in der Regierung. Während ihrer Parlamentszugehörigkeit war sie Mitglied des Wirtschaftsausschusses sowie Vizepräsidentin der Parlamentarischen Freundschaftsgruppen mit Kap Verde, Guatemala und Portugal und Vizepräsidentin der Parlamentarischen Studiengruppen für wirtschaftliche und soziale Regulierungen im Zuge der Globalisierung sowie für kleine und mittelständische Unternehmen.
Daneben wurde sie auch 2008 wieder Vizepräsidentin der Communauté d’agglomération Grenoble Alpes Métropole, wobei sie diesmal bis 2012 für Hochschulen, Forschung, Wirtschaft und internationale Beziehungen zuständig war.
Geneviève Fioraso, die 2011 auch einen Lehrauftrag am Institut d’études politiques de Paris erhielt, wurde nach der Wahl von François Hollande zum Staatspräsidenten und der Benennung von Jean-Marc Ayrault zum Premierminister, von diesem am 17. Mai 2012 zur Ministerin für Hochschulbildung und Forschung in dessen Kabinett berufen. Sie gehörte damit zur 34-köpfigen Regierung Hollandes, die zur Hälfte aus Frauen besteht. Diese Aufgabe übernahm sie auch in den nachfolgenden Regierungen, wobei ihre Funktion im Zuge der Bildung der Regierung Valls I in die einer Staatssekretärin innerhalb eines umfassenden Bildungsministeriums umgewandelt wurde. Am 5. März 2015 trat sie aus gesundheitlichen Gründen zurück und nahm einen Monat später ihr Mandat in der Nationalversammlung wieder auf.

## Kritik
2013 wurde sie von der Académie de la Carpette anglaise dafür gerügt, die Verwendung des Englischen in  der Universität zu erlauben.